# Куницкий, Александр Олегович
Александр Олегович Куницкий (укр. Олександр Олегович Куницький; род. 25 августа 1983, Запорожье) — украинский блогер, частный предприниматель, политик. Народный депутат Украины IX созыва. Имеет два гражданства: украинское и израильское.

## Биография
Родился 25 августа 1983 года в Запорожье. Образование профессионально-техническое. Учился в Центре профессионального технического образования № 6 г. Запорожье (специальность «Повар-кондитер)».
В 12 лет с отцом эмигрировал в Израиль где получил гражданство и в 2002 году отслужил три года в армии, после чего вернулся в Украину .
Куницкий является руководителем общественной организации «Чистый Харьков».

## Политическая деятельность
Кандидат в народные депутаты от партии «Слуга народа» (избирательный округ № 169, Киевский район, часть Московского района г. Харькова). На время выборов: физическое лицо-предприниматель, проживает в г. Харькове. Беспартийный.
Член Комитета Верховной Рады по вопросам правоохранительной деятельности. Сопредседатель группы по межпарламентским связям с Государством Израиль, руководитель группы по межпарламентским связям с Республикой Перу.
Член партии «Слуга народа».